# 牛津大學威克里夫學堂
威克里夫學堂（Wycliffe Hall） 是牛津大學永久私塾，隸屬英國國教會，專於哲學、神學、宗教研究。學堂名稱紀念牛津大學校友、宗教改革先驅約翰·威克里夫。
成立於1877年，威克里夫學堂提供神學課程給神職人員及基督教徒。學生主要修讀神學、哲學、教育。威克里夫學堂是第三歷史悠久的英國國教神學院，有濃厚福音派背景。威克里夫學堂培訓英國國教主教數量遠超其他學院，亦栽培多位知名校友，包括學術研究員、教師、英國國會議員、社運人士、作家。

## 學術課程暨成就
威克里夫學堂學生修讀哲學及神學文學士、神學學士、神學碩士、哲學碩士、哲學博士，全部學位由牛津大學認證及頒發。
2012年，威克里夫學堂是學術成績第一的牛津大學學院，全部學生以一級榮譽畢業。2017年，威克里夫學堂再獲榜首。

## 校友
- 詹姆斯·I·巴刻，作家、神學家
- 奧利佛·奧多諾萬，牛津大學教授、政治神學家
- 郭志丕，香港聖公會東九龍教區主教

## 外部連接
- Wycliffe Hall website （页面存档备份，存于）